# Người Neanderthal tuyệt chủng

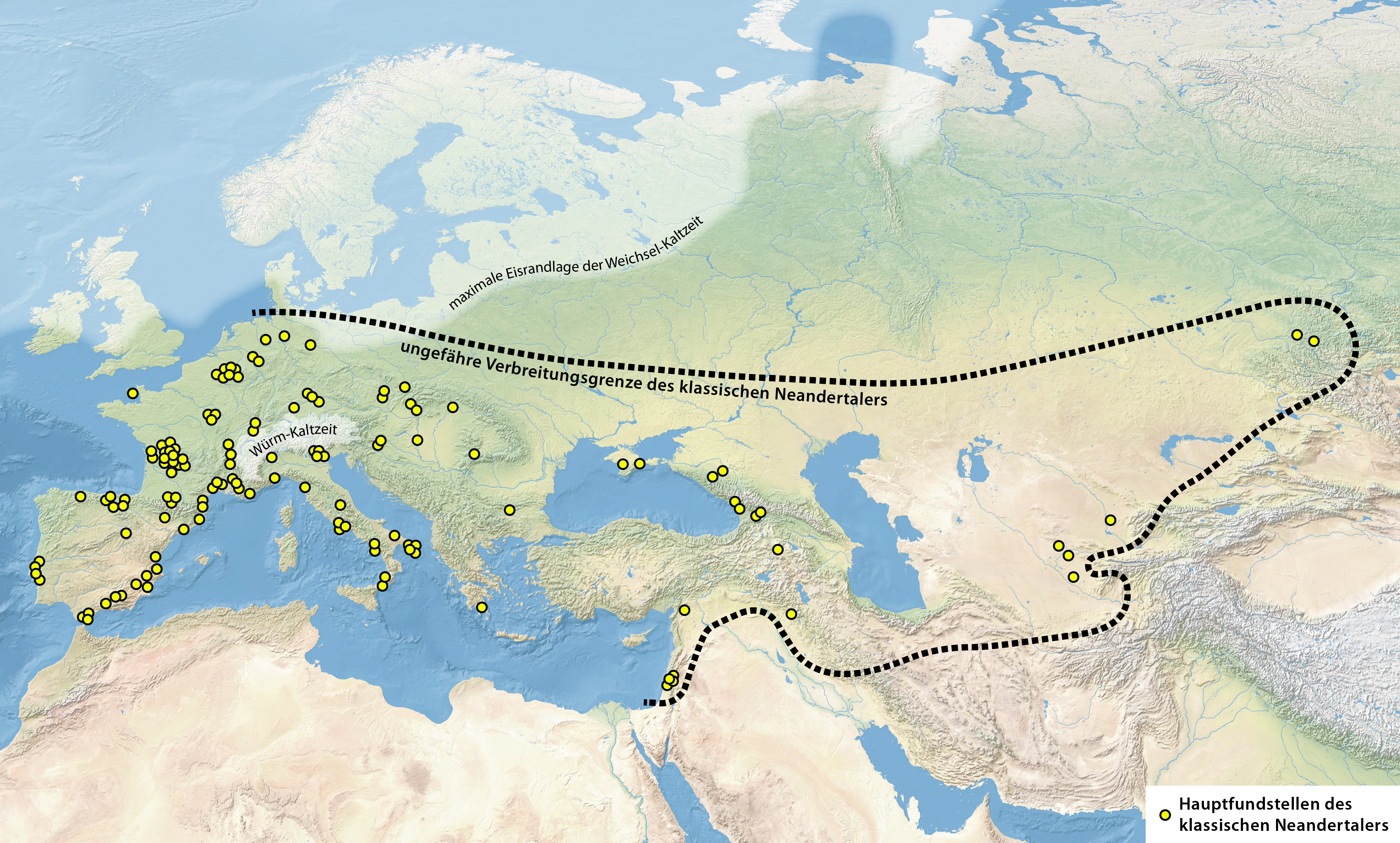
Phân bố của Homo neanderthalensis và các di chỉ chính. Phía bắc và đông có thể kéo dài đến Okladnikov ở Altay và Mamotnaia ở Ural

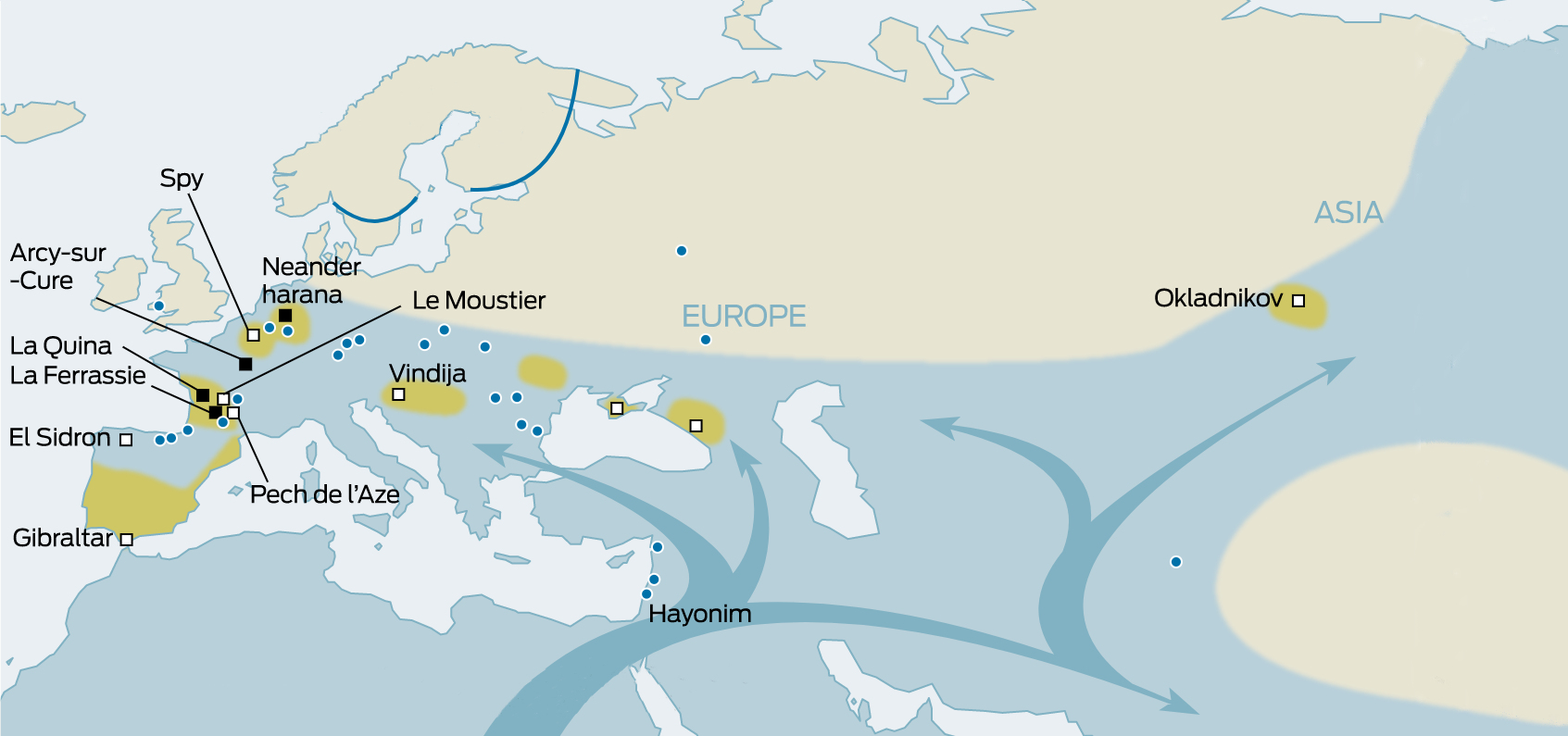
Quá trình người hiện đại tiền sử thay thế người Neanderthal

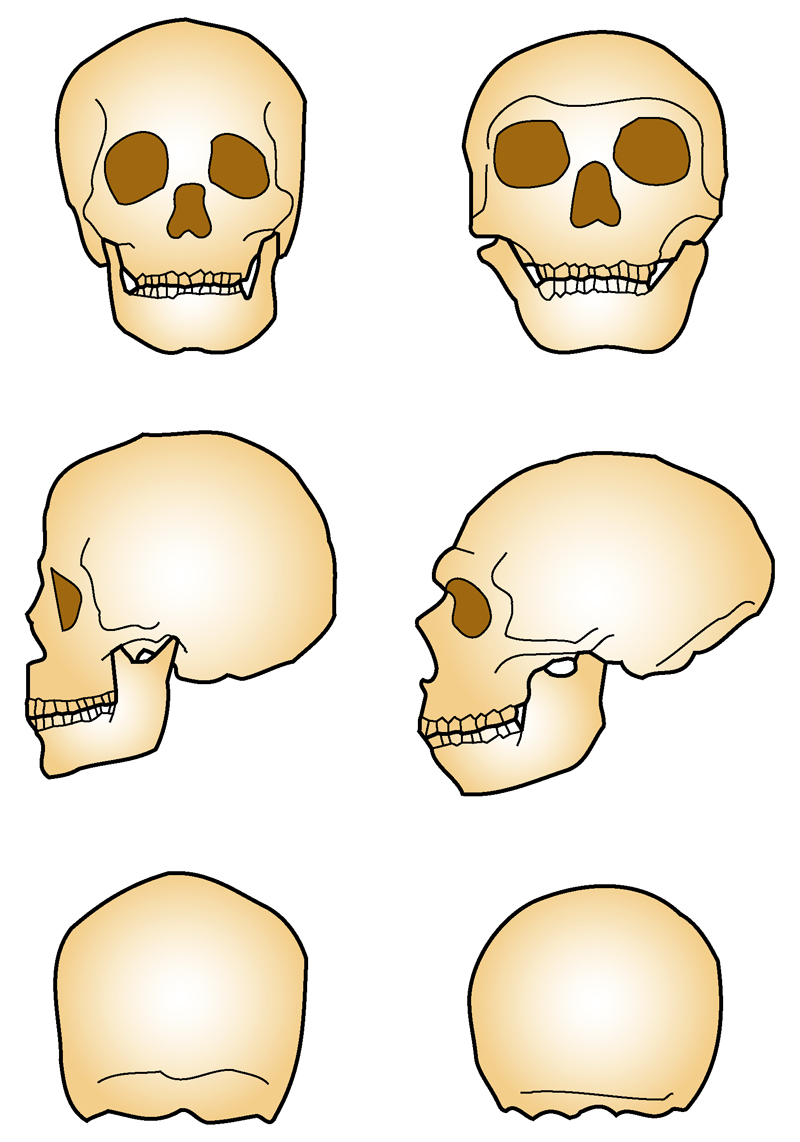
So sánh hộp sọ Homo sapiens (trái) và Homo neanderthalensis (phải)

Tuyệt chủng của người Neanderthal hay Tuyệt chủng người Neanderthal là sự biến mất đột ngột của người Neanderthal trong thời gian khi người hiện đại bắt đầu xuất hiện tại lục địa Âu Á. Kể từ khi phát hiện ra di cốt người Neanderthal, thì vị trí người Neanderthal trong cây phả hệ của con người và mối quan hệ của họ với người hiện đại đã được tranh luận sôi nổi. Vào thời gian khác nhau đã có sự phân loại khác nhau, coi họ là một loài riêng biệt (Homo neanderthalensis), hoặc là một phân loài (Homo sapiens neanderthalensis).
Tháng Tám năm 2014 một nhóm nghiên cứu báo cáo về một phân tích mới của 40 di chỉ ở Tây Âu, kết luận rằng người Neanderthal đã chết cách đây khoảng 40 Ka BP (Kilo annum before present: ngàn năm trước đây) . Số liệu này, sớm hơn nhiều so với ước tính trước đây, thu được nhờ sự cải thiện độ chính xác của phương pháp định tuổi carbon phóng xạ C14. Các nhà nghiên cứu còn muốn mở rộng cuộc điều tra của họ về các di chỉ ở Đông Âu và Siberia, mà người Neanderthal có thể đã sống sót ở đó.
Giả thuyết về số phận của người Neanderthal gồm có sự thất bại hoặc không có khả năng thích ứng với biến đổi khí hậu, sự loại trừ cạnh tranh, hoặc tuyệt chủng do người hiện đại về giải phẫu xâm lấn, những người chiếm lĩnh châu Âu khá muộn sau khi người Neanderthal đã định cư ở đó . Sự lai của người Neanderthal với người hiện đại về giải phẫu cổ xưa cũng được coi là một giả thuyết khả thi. Một số giao phối được coi là diễn ra ở phía tây châu Á khoảng 50 đến 60 Ka BP, bằng chứng là cỡ 1 - 4 % vật liệu di truyền của bộ gen của những người ngoài châu Phi (non-African) ngày nay đang sống có nguồn gốc từ đó, chưa kể người Denisova .

## Cùng sống trước khi bị tuyệt chủng
Các bằng chứng mới có được đã thu hẹp khoảng thời gian mà cả người Neanderthal và người hiện đại cùng chung sống ở châu Âu khoảng 5.000 năm . Độ dài của giai đoạn này là không chắc chắn . Có bằng chứng rằng người hiện đại đến Châu Âu vào cỡ 45 và 43 Ka BP .
Các bằng chứng mới, dựa trên các kết luận từ định tuổi carbon phóng xạ C14 cải tiến, cho thấy người Neanderthal bị tuyệt chủng cách đây 40 Ka BP. Điều này đã đảo lộn kết quả cũ, khi định tuổi carbon phóng xạ còn ít chính xác mà dựa theo đó đã cho rằng người Neanderthal có thể đã sống đến gần đây nhất là 24 Ka BP trong khu trú ẩn (refugia) trên bờ biển phía nam bán đảo Iberia như Động Gorham ở Gibraltar .
Liên phân tầng (inter-stratification) của người Neanderthal với hài cốt người hiện đại đã được đề xuất , nhưng còn là tranh cãi .

## Các nguyên nhân có thể của tuyệt chủng

### Tuyệt chủng do bạo lực
Tuyệt chủng người Neanderthal có thể do hoặc là kết hợp hoặc thúc đẩy bởi cuộc xung đột bạo lực với Homo sapiens. Xung đột và chiến tranh là các đặc tính hầu như phổ biến của xã hội săn bắn hái lượm, trong đó có xung đột về nguồn tài nguyên hạn chế, chẳng hạn như con mồi và nguồn nước . Do đó, có lý do chính đáng để cho rằng bạo lực, kể cả chiến tranh nguyên thủy, đã xuất lộ giữa hai loài người .
Nicholas R. Longrich từ Đại học Bath Anh Quốc năm 2020 đưa ra một lời giải thích và được BBC đang tải, cho rằng người Neanderthal chống lại sự bành trướng của loài người hiện đại trong khoảng 100.000 năm. Người Thông minh nguyên thủy phải mất hơn 150.000 năm để chinh phục xong vùng đất của người Neanderthal. Tại Israel và Hy Lạp, từ 125.000 năm trước, người Thông minh mới loại bỏ hoàn toàn được người Neanderthal trong cuộc cạnh tranh sinh tồn kéo dài hàng vạn năm. Người Thông minh chiến thắng có thể do học phát minh ra vũ khí tầm xa vượt trội hơn, như cung tên, phóng lao giúp họ tuy có cấu tạo hình thể nhỏ bé hơn nhưng lại có thể tấn công từ xa bằng chiến thuật "đánh nhanh rút gọn". Hoặc có lẽ kỹ thuật săn bắn và hái lượm tốt hơn cho phép Người Thông minh phát triển thành các bộ lạc lớn, tạo ra ưu thế áp đảo về số lượng khi đánh nhau.
Lý thuyết này phỏng lại cuộc chinh phục của "chủng tộc châu Âu da trắng" đối với người bản địa ở châu Phi, Á, Mỹ, Úc... thời thực dân hóa, gán cho loài Homo sapiens ngay từ đầu đã có ý tưởng thực dân "loại bỏ hoàn toàn người Neanderthal", và có các suy diễn trái với các bằng chứng mà giới cổ nhân học đã thu thập được. Thời kỳ 30 Ka BP là lúc chuyển đổi sang Thời đại đồ đá cũ giữa. Các công cụ của người tiền sử là đồ đá, khúc xương và cành cây, không thể là vũ khí tầm xa mà việc chế tạo nó phải dùng dao đồng dao sắt. Các ngôn ngữ mới ở dạng một số tín hiệu sơ khai để nhận đàn, không đủ chuyển tải tư duy chiến thuật chiến tranh. Mặt khác dân số người thông minh trên toàn thế giới lúc đó mới cỡ vài chục ngàn. Vùng đất từ bắc Địa Trung Hải đến Ấn Độ lại là lãnh thổ của Sư tử châu Á (hiện còn ở Ấn Độ), là đối thủ nguy hiểm hơn người Neanderthal nhiều lần.

### Tuyệt chủng do bệnh tật
Một khả năng khác là sự lan truyền các mầm bệnh hoặc ký sinh trùng từ Homo sapiens sang người Neanderthal . Người Neanderthal có miễn dịch kém với các bệnh họ chưa từng được tiếp xúc, vì vậy khi sống gần người hiện đại thì lây bệnh mà không chống đỡ được. Một nghiên cứu về bộ gen và sự thích nghi về mầm bệnh ký sinh trùng của con người và người Neanderthal có thể làm sáng tỏ vấn đề này.
Giả thuyết đưa ra dựa trên sự tương tự hiện tượng khi người châu Âu xâm nhập châu Mỹ đã gây ra bệnh cúm cho thổ dân châu Mỹ, dẫn đến nhiều bộ lạc bị tuyệt diệt. Các virus cúm mà người hiện đại mang theo có thể đã gây ra bệnh cho người Neanderthal, và vì khí hậu lạnh nên họ không chống đỡ được.

### Thảm họa thiên nhiên
Một giả thuyết cho rằng sự tuyệt chủng của người Neanderthal đã được đẩy nhanh bởi vụ phun trào Campanian Ignimbrite, một vụ phun trào dữ dội ở Campi Flegrei (Cánh đồng Phlegraea) gần Naples ở Italy hồi 39.280 ± 110 năm trước (ước tính cũ ~ 37 Ka), phun trào khoảng 200 km3 (48 cu mi) magma (500 km3 (120 cu mi) thể tích thô). Tro bụi gây ra mùa đông núi lửa làm giảm mạnh về số lượng cá thể của các loài nào đó, trong đó có người Neanderthal. Tác động trực tiếp là họ chết vì lạnh, và gián tiếp là sự suy giảm nguồn thức ăn .

### Hòa huyết
Một giả thuyết thay thế về lý do tuyệt chủng, là người Neanderthal được hấp thu vào người Cro-Magnon thông qua hòa huyết.
Tuy nhiên điều này trái với phiên bản nguồn gốc châu Phi gần đây của người hiện đại, vì nó ngụ ý rằng ít nhất một phần bộ gen của người châu Âu là có nguồn gốc từ người Neanderthal, những người đã rời châu Phi ít nhất là 350 Ka BP.

### Biến đổi khí hậu
Người Neanderthal đã trải qua một cuộc khủng hoảng nhân khẩu ở Tây Âu mà dường như trùng với một thời kỳ cực lạnh ở đây. Love Dalén, phó giáo sư tại Viện bảo tàng Lịch sử tự nhiên Thuỵ Điển ở Stockholm, cho biết: "Thực tế rằng người Neanderthal ở Tây Âu đã gần như tuyệt chủng, nhưng sau đó phục hồi rất lâu trước khi họ tiếp xúc với người hiện đại đến như là một bất ngờ hoàn toàn đối với chúng tôi". Nếu vậy điều này chỉ ra rằng người Neanderthal có thể đã rất nhạy cảm với sự thay đổi khí hậu .